# Farallon de Medinilla
Farallon de Medinilla ist eine kleine Insel im Pazifischen Ozean. Sie gehört geographisch zur Inselgruppe der Marianen und politisch zum Commonwealth der Nördlichen Marianen. Benannt ist die Insel nach Don Jose de Medinilla y Pifieda, dem spanischen Gouverneur der Marianen von 1812 bis 1822.
Die Insel liegt 72 Kilometer nördlich von Saipan. Farallon de Medinilla ist eine Koralleninsel, hat eine Fläche von 0,845 km² und ist unbewohnt. Die höchste Erhebung der Insel liegt 81 Meter über dem Meeresspiegel. Die Vegetation ist spärlich; es gibt Savannengras.
Von 1899 bis 1918 gehörte Farallon de Medinilla zur Kolonie Deutsch-Neuguinea. Als der deutsche Bezirksamtmann Georg Fritz die Insel im Mai 1901 aufsuchte, fand er rauchgeschwärzte Höhlen und Keramikscherben, aus denen er auf eine frühere Besiedlung durch die Chamorros schloss.
Die Insel wird seit langer Zeit von der US Navy zum Testen von Bomben benutzt. 2012 dauerten die Tests an. 2002 waren die Tests vorübergehend untersagt worden, um auf der Insel lebende Vögel zu schützen.